# Einthoven (cráter)

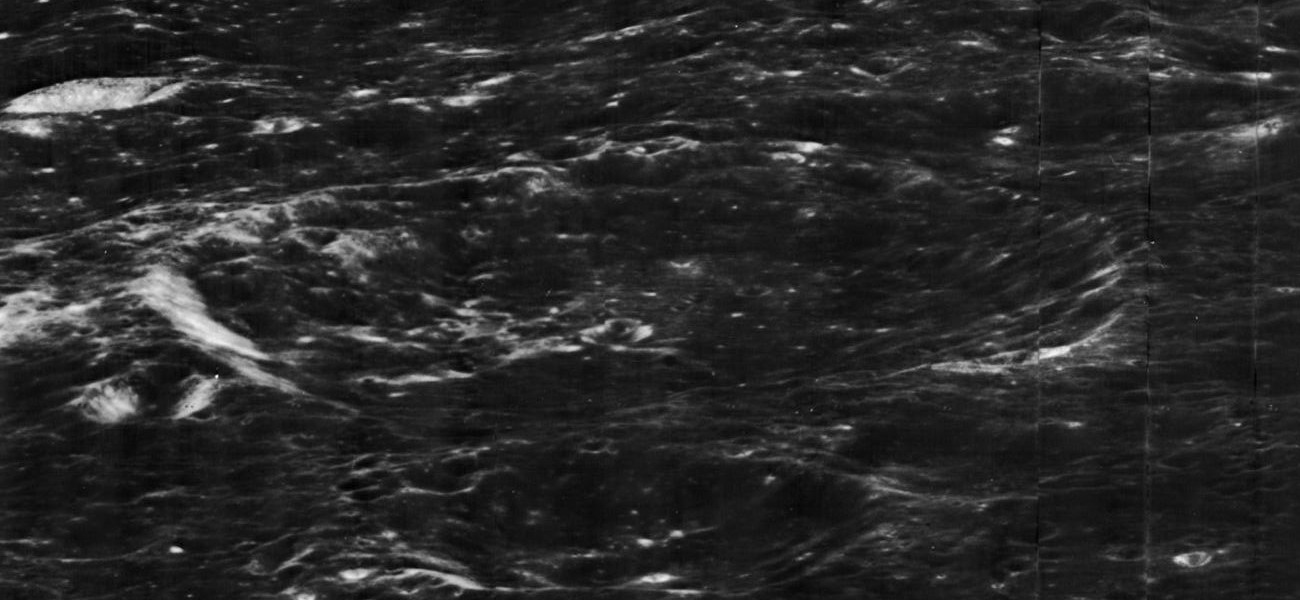
Imagen oblicua de la misión Lunar Orbiter 1, vista hacia el oeste

Einthoven es un cráter de impacto que se encuentra en la cara oculta de la Luna, situado más allá de la zona de la superficie que a veces se puede ver desde la Tierra debido a libración. Se halla al noreste de la gran llanura amurallada del cráter Pasteur.
|  |

Se trata de un cráter circular con alguna estructura aterrazada menor en el borde interior. El cráter satélite Einthoven X está unido al noroeste del brocal, y siendo invadido parcialmente por Einthoven. El irregular suelo interior está marcado únicamente por un pequeño cráter en la mitad oriental y algunos otros cráteres más pequeños.
Antes de ser nombrado Einthoven, el cráter fue llamado Cráter 273 por la IAU.

## Cráteres satélite
Por convención estos elementos son identificados en los mapas lunares poniendo la letra en el lado del punto medio del cráter que está más cerca de Einthoven.
|           | \| Einthoven \| Coordenadas \| Diámetro \| \| --------- \| ----------------------------- \| -------- \| \| G \| 5°18′S 111°48′E / -5.3, 111.8 \| 34 km \| \| K \| 7°54′S 111°12′E / -7.9, 111.2 \| 21 km \| \| L \| 8°00′S 110°42′E / -8.0, 110.7 \| 16 km \| \| M \| 7°30′S 109°36′E / -7.5, 109.6 \| 52 km \| \| P \| 6°48′S 108°30′E / -6.8, 108.5 \| 18 km \| \| R \| 5°54′S 107°00′E / -5.9, 107.0 \| 13 km \| \| X \| 3°36′S 108°42′E / -3.6, 108.7 \| 45 km \| |          |
| Einthoven | Coordenadas | Diámetro |
| G         | 5°18′S 111°48′E / -5.3, 111.8 | 34 km    |
| K         | 7°54′S 111°12′E / -7.9, 111.2 | 21 km    |
| L         | 8°00′S 110°42′E / -8.0, 110.7 | 16 km    |
| M         | 7°30′S 109°36′E / -7.5, 109.6 | 52 km    |
| P         | 6°48′S 108°30′E / -6.8, 108.5 | 18 km    |
| R         | 5°54′S 107°00′E / -5.9, 107.0 | 13 km    |
| X         | 3°36′S 108°42′E / -3.6, 108.7 | 45 km    |